# Hans Jenny
Hans Jenny (16 de agosto de 1904, Basel – 23 de junho de 1972, Dornach) foi um pedólogo que deu significativas contribuições aos estudos de formação dos solos. Em 1941, Hans publicou a obra Factors os Soil Formation.